# Allendorf (Lumda)
Allendorf (Lumda), Allendorf (Lda.) – miasto w Niemczech, w kraju związkowym Hesja, w rejencji Gießen, w powiecie Gießen, nad rzeką Lumda.

## Współpraca
Miejscowości partnerskie:
- Allendorf, Turyngia
- Nouvion-sur-Meuse, Francja